# Deutsch-ugandische Beziehungen
Die diplomatischen Deutsch-ugandische Beziehungen bestehen seit dem Jahr 1962 und werden vom Auswärtigen Amt als „positiv“ beschrieben. Uganda zählt zu den Schwerpunktländern deutscher Entwicklungshilfe und über 100 Vereine und Initiativen aus Deutschland unterstützen Projekte in Uganda.

## Geschichte
Am 27. Februar 1890 wurde der Uganda-Vertrag zwischen dem deutschen Kolonialisten Carl Peters und dem König (Kabaka) Mwanga II. von Buganda unterzeichnet. Er sollte Deutsch-Ostafrika auf Gebiete nördlich des Victoriasees ausdehnen. Mit dem späteren Helgoland-Sansibar-Vertrag erlangte der Uganda-Vertrag allerdings keine Bedeutung mehr und Uganda wurde 1893 stattdessen zu einem britischen Protektorat.
1962 nahmen die Bundesrepublik Deutschland (BRD) und das unabhängig gewordene Uganda diplomatische Beziehungen auf. Erster Botschafter der BRD in Uganda wurde Heinz Wersdörfer. Zwei Jahre später wurden die ersten Projekte in der bilateralen Entwicklungspartnerschaft begonnen. Im Jahre 1973 wurden auch diplomatische Beziehungen mit der Deutschen Demokratischen Republik (DDR) aufgenommen.
Im Jahr 1976 wurde der Flughafen Entebbe Schauplatz der Operation Entebbe, bei der ein israelisches Kommando Geiseln aus der Hand von palästinensischen und deutschen Entführern befreite. Der damalige ugandische Diktator Idi Amin hatte die Entführer unterstützt, was die Beziehungen zur BRD belastete.
Im Jahre 2000 wurde in Heilbronn die Deutsch-Ugandische Gesellschaft e. V. gegründet. 2007 wurde Uganda vom Bundesministerium für wirtschaftliche Zusammenarbeit und Entwicklung zum Schwerpunktland deutscher Entwicklungshilfe erklärt.

## Wirtschaftliche Beziehungen
Das bilaterale Handelsvolumen hatte 2021 ein Volumen von 231 Millionen Euro. Uganda exportiert nach Deutschland Rohstoffe und Agrarerzeugnisse wie Kaffee, Gold, Tee und Fisch. Das Land importiert im Gegenzug industrielle und chemische Erzeugnisse aus Deutschland.
Deutschland ist ein wichtiger Geber von Entwicklungshilfe für Uganda. Der Fokus in der deutschen Entwicklungshilfe liegt in den Bereichen erneuerbare Energien und Energieeffizienz, Förderung der Zivilgesellschaft sowie Landwirtschaft und ländliche Entwicklung, darunter auch der Schutz der Wasserressourcen des Landes. Außerdem leistet die Bundesrepublik Deutschland humanitäre Hilfe für geflüchtete Personen in Uganda.

## Kultur
In Uganda gibt es ein Goethe-Zentrum zur Förderung der deutschen Kultur und Sprache. Auch der Deutsche Akademische Austauschdienst ist im Land aktiv. An 14 Schulen wird die deutsche Sprache unterrichtet.
Die deutsche Sängerin Deena (bürgerlich Sabrina Herr) wurde in Uganda zu einem Popstar.

## Diplomatische Standorte
- Deutschland hat eine Botschaft in Kampala.[6]
- Uganda hat eine Botschaft in Berlin.[7]

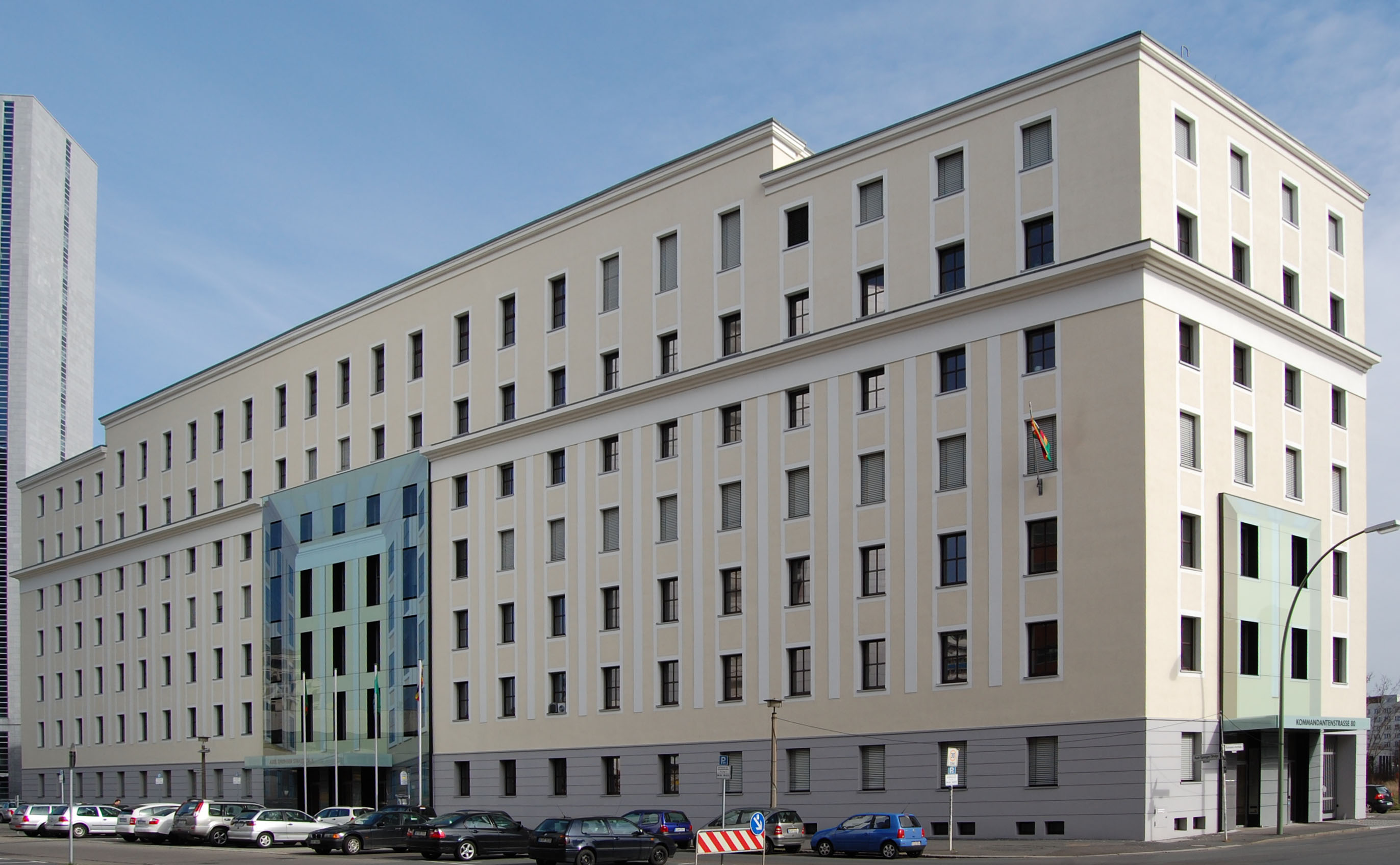
Die ugandische Botschaft in Berlin befindet sich im ehemaligen Verlagshaus Volk und Wissen.